# کسلفورد
latitudeکسلفوردlongitudeکسلفورد
کسلفورد (به انگلیسی: Castleford) یک شهرک در بریتانیا است که در انگلستان واقع شده‌است.

## خصوصیات
کسلفورد ۳۹٬۱۹۲ نفر جمعیت دارد.